# IC 3562
IC 3562 ist eine irreguläre Zwerggalaxie vom Hubble-Typ dIrr im Sternbild Jungfrau am Nordsternhimmel. Sie ist schätzungsweise 89 Millionen Lichtjahre von der Milchstraße entfernt.
Das Objekt wurde am 10. Mai 1904 von Royal Harwood Frost entdeckt.